# エミール・コール
エミール・コール（Emile Cohl, 1857年1月4日 - 1938年1月20日）はパリ出身のデッサン芸術家。カートゥーン・アニメの創案者と見なされる。風刺画家のアンドレ・ジルの弟子。

## ファンタスマゴリー
1908年、リュミエール兄弟の技術に基づく最初のカートゥーンを制作した。『ファンタスマゴリー』は映画が復興したばかりのフランスにおいて大成功を収め、世界中で映写されてきた。この作品は、実写部分を含まないアニメーション映画としては世界初であるとみなされている。

## ニッパールの変形
原題はLes Exploits de Feu Follet。エミール・コールが手掛け、1911年末にフランスで公開されたのち、1912年（明治45年）4月に東京市の映画館で公開された短編アニメ映画。フランスでは既にDVD化されている。「ニッパールの変形」と題された作品の内容については伝わっていなかったが、2013年1月にドイツのバイエルン州立図書館に勤務するフレデリック・S・リッテン研究員が、1912年のイギリスの映画雑誌の記載内容をもとに、1911年公開の「Les Exploits de Feu Follet」と同一であることを突き止めた。人物が亀や月と戦った揚げ句にサメにのみ込まれる3分半のモノクロ無声映像で、手描きと切り絵を組み合わせてコマ撮りした。当時、日本人が初めて観た作品で、日本アニメ史の出発点ともいわれる。